# Clateus van Brescia
Clateus van Brescia († ca. 64) was bisschop van Brescia. Clateus is volgens de traditie de eerste bisschop van Brescia. Hij werd volgens de overlevering gemarteld en uiteindelijk onthoofd in Brescia tijdens de christenvervolgingen tijdens keizer Nero. De Katholieke Kerk vereert hem als martelaar en viert zijn gedachtenis steeds op 4 juni.